# Ружицкий, Ежи
Ежи Ружицкий (пол. Jerzy Różycki, 24 июля 1909, Ольшана, ныне Черниговская область, Украина — 9 января 1942, район Балеарских островов) — польский учёный, математик и криптограф, который совместно с Марианом Реевским и Генрихом Зыгальским в январе 1933 года разгадал механизм машины «Энигма» — главного шифровального устройства, использовавшегося нацистской Германией.

## Биография
Ежи Ружицкий родился на территории нынешней Украины, был четвёртым и самым младшим ребёнком в семье. Отец, Зигмунд Ружицкий, — фармацевт, окончил Санкт-Петербургский университет. Мать — Ванда Ружицкая, девичья фамилия — Бенита. До переезда в Польшу в 1918 году учился в польской школе в Киеве. В 1926 году окончил среднюю школу в Вышкуве, находящейся на реке Буг восточной части Польши.
Ежи Ружицкий изучал математику в 1927—1932 в Познанском университете, получив магистерскую степень 19 февраля 1932 года. Вскоре он получил вторую магистерскую степень по географии в том же университете 13 декабря 1937 года. В 1929 году Ружицкий вместе с более двадцатью сокурсниками, будучи ещё студентом и обладая хорошим знанием немецкого языка, посещал специальный курс по криптографии, организованный находившимся поблизости Польским генеральным штабом Бюро шифров со штаб-квартирой в Варшаве. Настоящей целью этого курса являлось выявление талантливых криптографов. Были выбраны 3 студента: Ружицкий, Мариан Реевский и Генрик Зыгальский. Ружицкого, как наиболее перспективного из них, отправили на дальнейшее обучение вероятностной математики в Гёттинген.

### «Энигма»

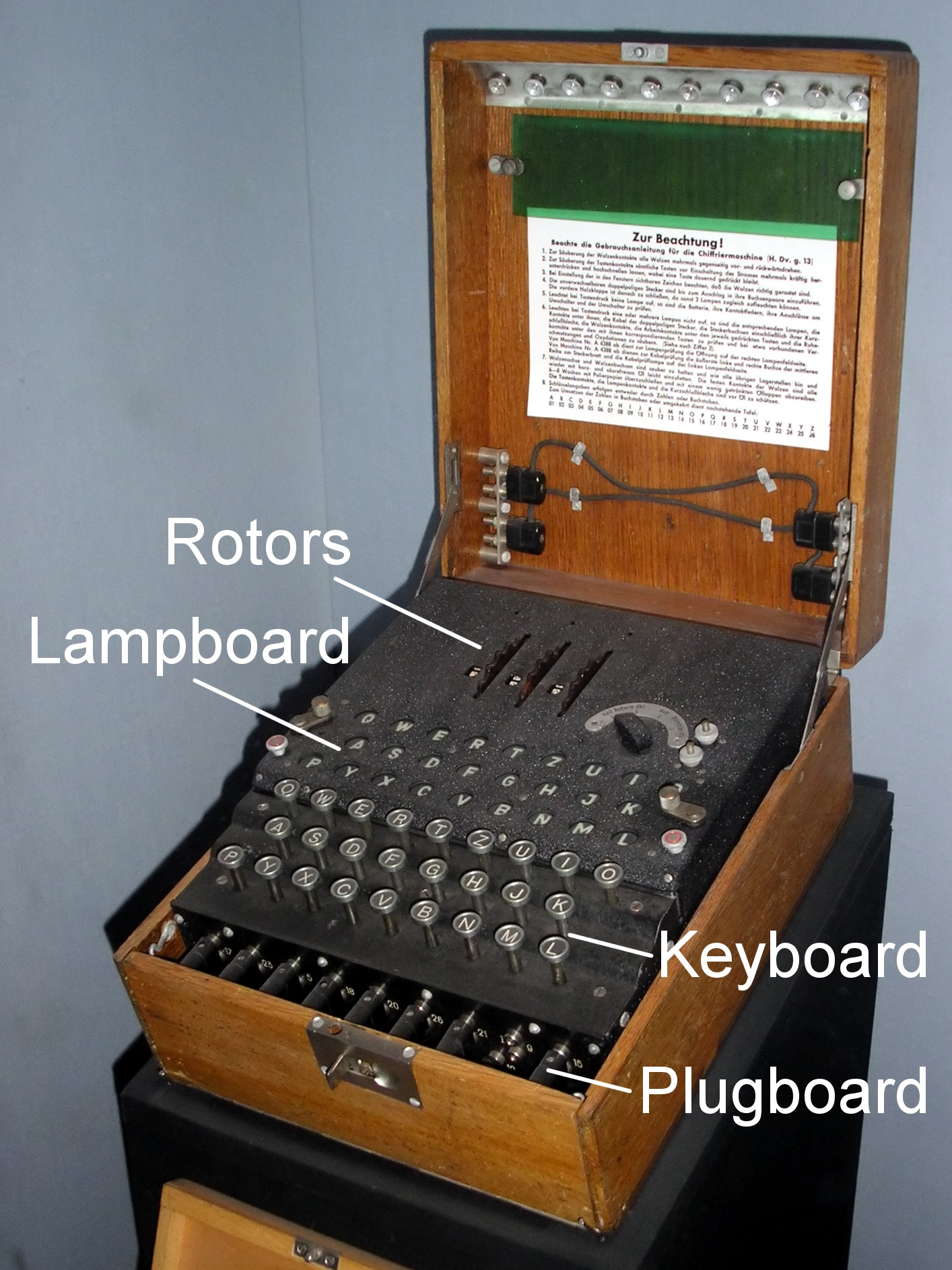
шифровальная машина «Энигма»

Осенью 1930 года Ружицкий и Зыгальский начали работать в новом отделении Бюро шифров в Познани. Это отделение находилось под командованием региональной армии в здании, построенном Кайзером Вильгельмом II и считавшимся официальной резиденцией Кронпринца. Позднее к ним присоединился и Реевский. С сентября 1932 года Ружицкий стал полноправным сотрудником военной контрразведки (Бюро шифров № 4) Отдел II Генерального штаба в Варшаве. Коллектив дешифровщиков состоял из его друзей по Познанскому университету поляков Мариана Реевского и Генриха Зыгальского. Их главной задачей было взлом шифра машины «Энигма», который в тот момент считался неуязвимым. Реевский разработал математическую схему дешифрования, обнаруживающую внутреннюю конфигурацию проводки роторов машины, и с помощью которой затем удалось создать копии Энигмы. Благодаря взлому машины в декабре 1932 года были дешифрованы военные переговоры Германского командования. Также это позволило варшавской фирме AVA изготовить более десятка копий машин «Энигма» в 1933 г..
После успешной разгадки машины «Энигма» Ружицкий и Зыгальский работали над разработкой методов использования Энигмы как интеллектуального устройства. Совместно с Реевским в 1934—1935 г. они разработали дешифрующее устройство шифрограмм Энигмы — сначала так называемый циклометр, который подготавливал каталог с перечисленными длинами и числом циклов для каждой из 17576 позиций заданной последовательности роторов. Всего было 3 ротора, следовательно — 6 разных последовательностей, и циклометр хранил 105456 записей. Затем — после усовершенствования немцами техники шифрования — так называемую криптологическую бомбу, которая была основным средством для дешифровки сообщений Энигмы во время Второй мировой войны. Её преимуществом была быстрая адаптация к новым методам шифрования. После увеличения числа роторов в декабре 1938 года были изобретены листы Зыгальского. Работа Ружицкого же заключалась в часовом методе, позволяющем определить выбор и установку ротора в механизме Энигмы. В 1939 году разработки польских ученых и копия шифровальной машины «Энигма» военного образца были предоставлены делегации французских и британских ученых, которые высоко оценили проделанную работу. Эта встреча состоялась в Бюро шифров в Варшаве. Британцы считали, что польские ученые встретились с большими трудностями дешифровки из-за увеличения числа роторов машины. Но Мариан Реевский позже написал, что у них не было никаких трудностей, они передали свои разработки ввиду ухудшающихся политических отношений между странами-союзниками в борьбе против нацистской Германии.
В сентябре 1939 года после захвата Польши Ежи вместе с другими учеными был эвакуирован в Румынию. Затем их направили во Францию. Ежи Ружицкий погиб в Средиземном море 9 января 1942 года, когда возвращался из Алжира в комбинированный центр перехвата и дешифровки (база «Кадикс»), находящийся во Французском государстве (Виши). Пассажирское судно Lamoricière, пассажиром которого он был, затонуло при неизвестных обстоятельствах у Балеарских островов. Среди 222 жертв катастрофы, кроме Ружицкого, были капитан Ян Гралиньский (Jan Graliński) — шеф Советского отдела (Бюро шифров № 3) и радиоконтрразведки — Восток, специалист по советским шифрам Петр Смоленский — криптолог Бюро шифров-3 и французский офицер, сопровождающий трех польских криптологов — капитан Франсуа Ланэ (François Lane).

## Семья
В 1938 году, в возрасте 29 лет, Ружицкий женился на Марии Барбаре Майка. Их сын Януш Ружицкий родился 10 мая 1939 года. Закончил Варшавскую Академию изящных искусств. Был членом Польской фехтовальной команды, которая выиграла серебряную медаль на Олимпиаде 1964 года в Токио.

## Память

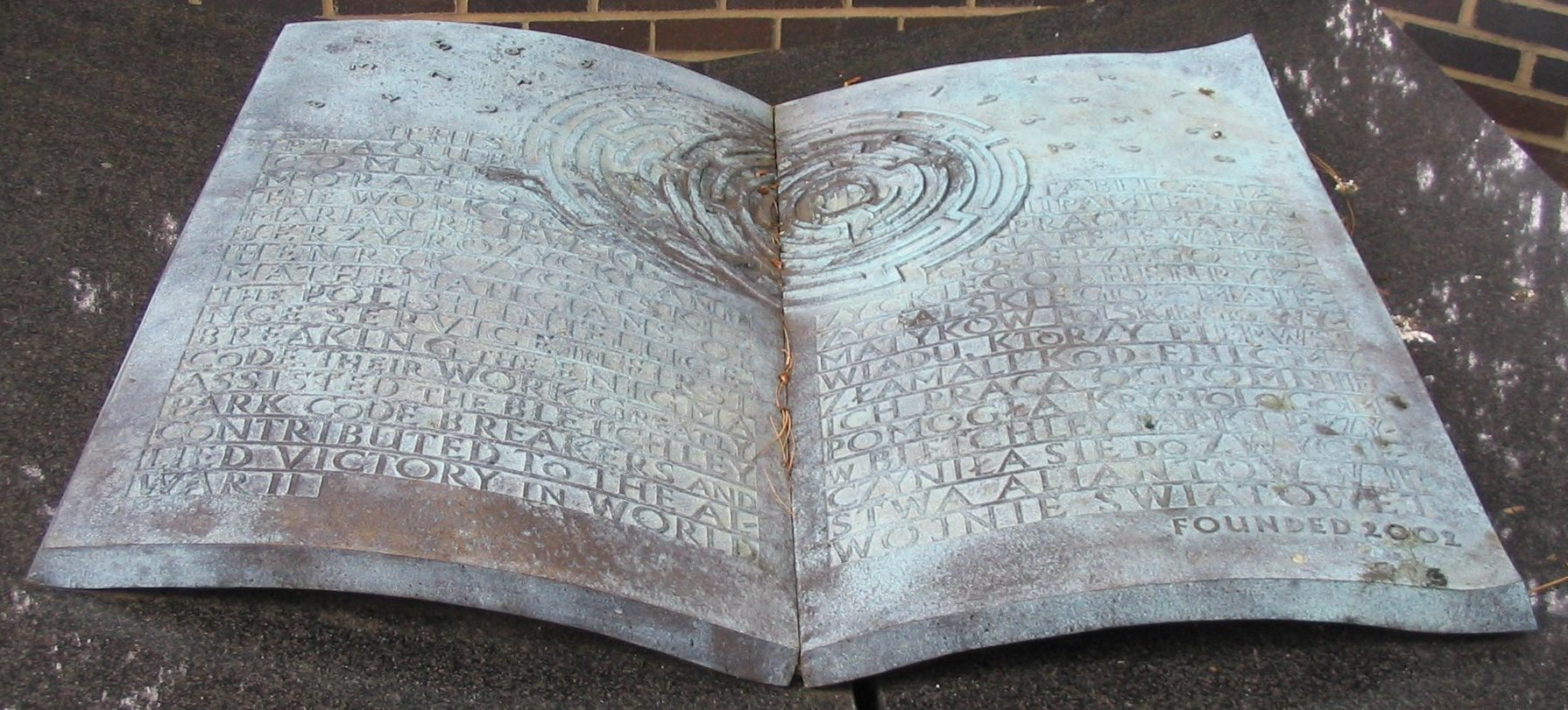
Мемориальная доска в Блетчли-парке в честь польских дешифровщиков, г. Блетчли, Англия

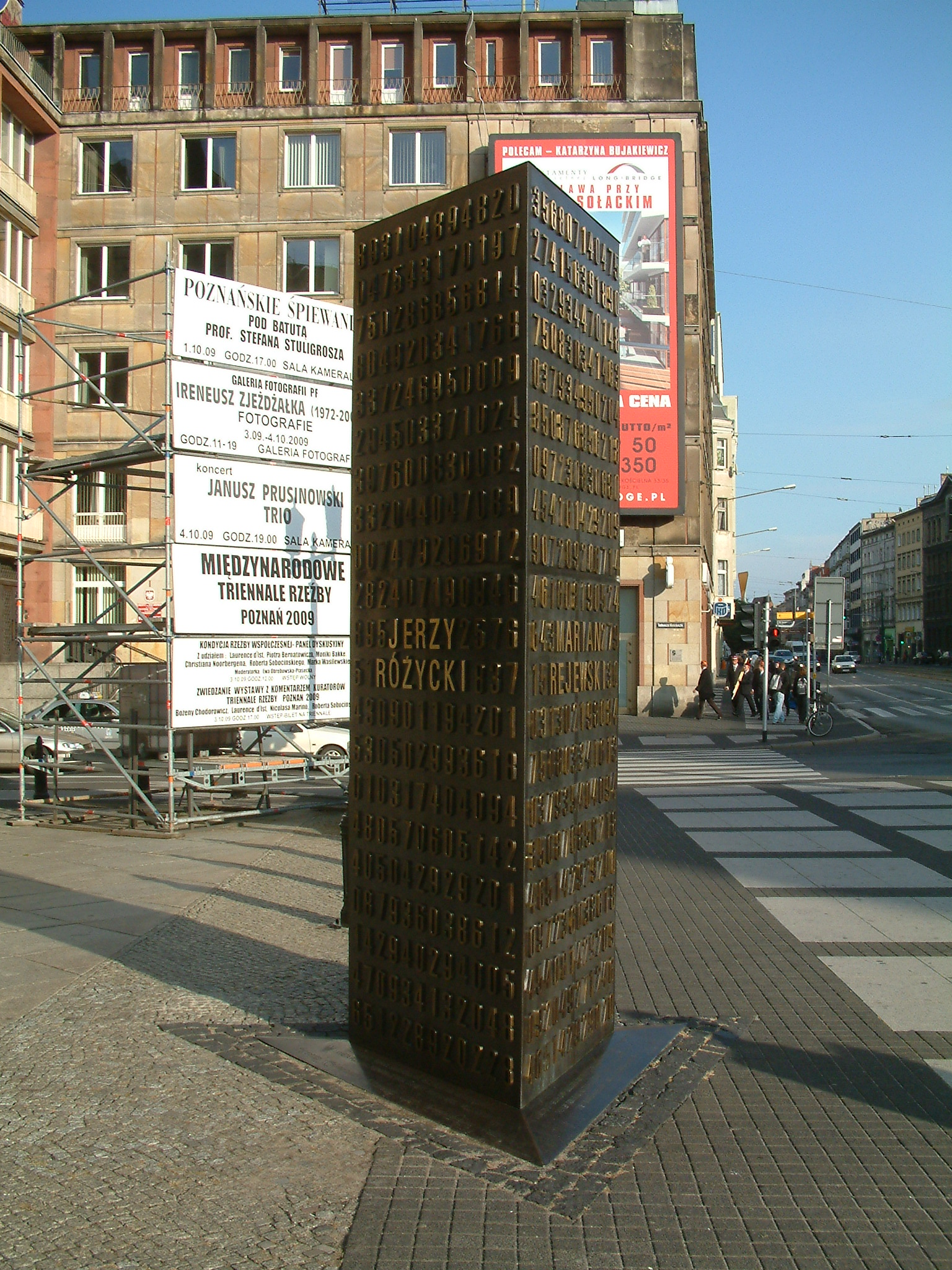
Памятник криптологам в Познани

Ежи Ружицкий был награждён многочисленными медалями до и после войны.
- В 2000 г. был посмертно награждён Орденом Возрождения Польши.
- В 2002 г. в Блетчли-парке была открыта мемориальная доска в честь Ежи Ружицкого, Мариана Реевского, Генриха Зыгальского.
- Перед Императорским замком в Познани в 2007 в память о дешифровщиках-поляках М. Реевском, Е. Ружицком и Г. Зыгальском был сооружён мемориальный обелиск.
- В 2009 г. почта Польши выпустила марку с изображением Е. Ружицкого  Архивная копия от 27 ноября 2012 на Wayback Machine

## Примечание
1. 1 2  Polish Academic Information Center resources
2. 1 2  Официальный веб-портал республики Польша
3. ↑  Polish Greatness (Blog)